# Hangover – The Tower
Hangover – The Tower ist ein Gyro-Drop-Tower von Ewald Schneider jr. (Christina Schneider oft als Rekommandeurin), der am 17. Juli 2015 in Düsseldorf Premiere feierte. Er ist derzeit der höchste transportable Freifallturm der Welt.

## Hintergrund
Hangover – The Tower ist mit 85 Metern Höhe und einer Fallhöhe von ca. 85 Metern der derzeit höchste transportable Gyro-Drop-Tower der Welt. Er besitzt eine drehbare Gondel, die beim Hinaufziehen in Drehung versetzt und an verschiedenen Stellen angehalten werden kann. Die Fallgeschwindigkeit beträgt 25 m/s. Ein zusätzlicher Fahreffekt ist, dass der Fahrgast von hinten mit einer Art Hydraulik-Stift provoziert wird. Dies ist bis heute einmalig auf der Welt.
Erdacht und konzipiert wurde er von Firma Schneider + Co aus München. Der Schweizer Hersteller ABC Rides übergab den Auftrag aufgrund zahlreicher Probleme bei der Herstellung an die Funtime Group mit Sitz in Tirol, die den Turm mit einer geplanten Ursprungshöhe von 100 Metern als 85-Meter-Turm im Jahr 2015 auslieferte. Seine Premiere hatte er am 17. Juli 2015 auf der Rheinkirmes in Düsseldorf. Dort stellte er sich auch dem direkten Vergleich mit seinem Vorgänger, dem Power Tower 2, der von der gleichen Firma vertrieben wird. Dies wurde von der Firma Schneider als „Turmkrieg“ vermarktet. Alleiniger Geschäftsführer des Hangover – The Tower ist Ewald Schneider junior.

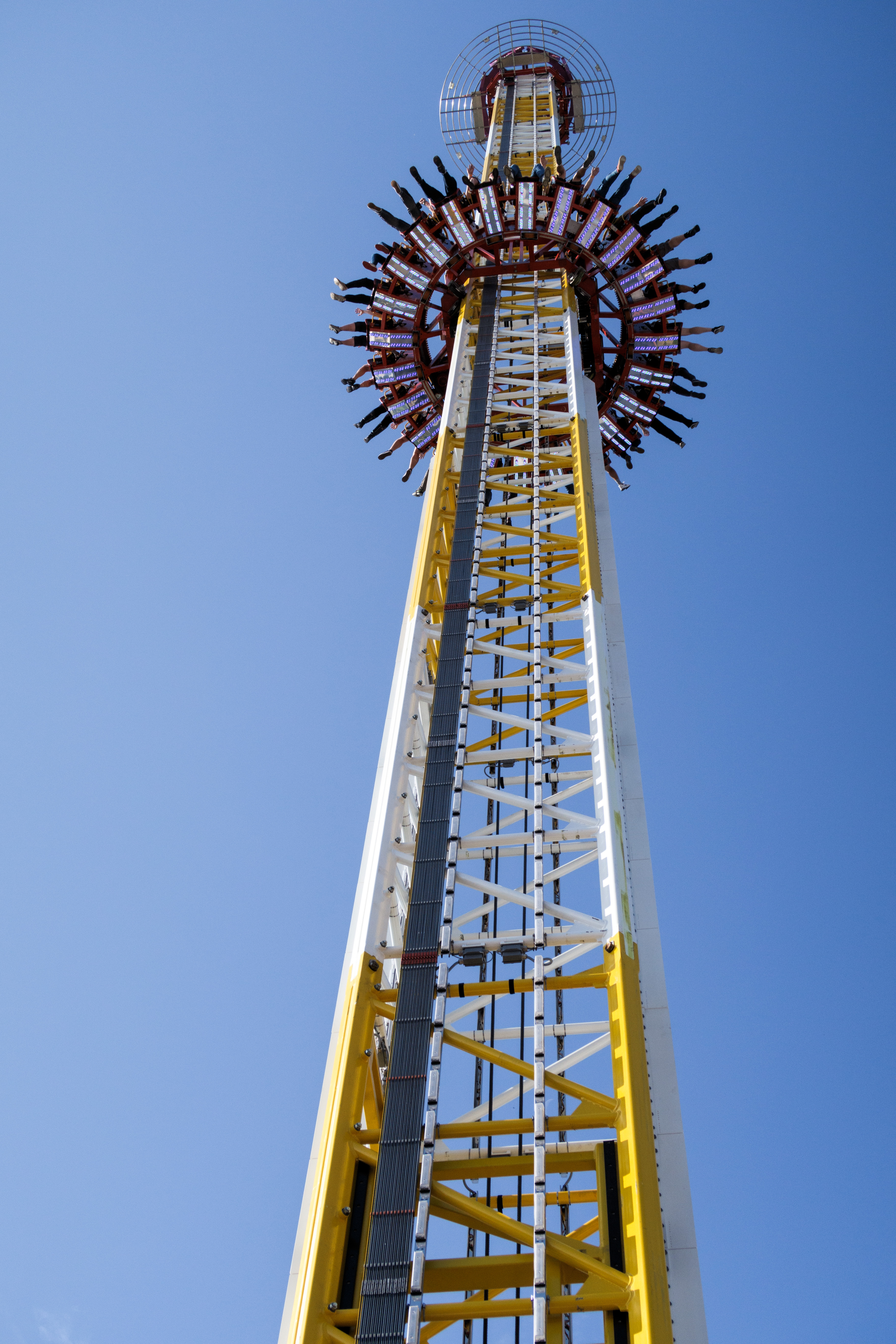
Gondel im Fall

## Technische Daten
Folgende technische Daten sind bekannt:
- Sitzplätze: 24
- Höhe: 85 m
- Front: 21 m
- Tiefe: 21 m
- Anschluss: 300 kW
- Höchste Gondelposition: Ca. 85 m[7][8]